# Educação na América do Sul
A educação na América do Sul é variável de acordo com o país. Enquanto alguns países possuem uma alta taxa de literacia chegando a 99,0% no caso da Guiana, outros possuem uma taxa de 86,7%, como na Bolívia.

## História
A educação dos povos nativos foi perdida durante o processo de colonização do território. Devido a natureza de colonia dos países europeus (principalmente Portugal e Espanha), os países da América do Sul tiveram uma educação inicialmente voltada para a cristianização dos nativos. A educação era altamente religiosa, pois dependia das várias órdens religiosas e sacerdotais. O nível superior de educação era reservado para a elite da aristocracia.

## Educação
Na maioria dos países a educação obrigatória tem duração de 9 anos, começando dos 6 aos 15 anos. O Paraguai possui um tempo menor, de 6 anos, dos 7 aos 13, e o Peru um tempo maior, dos 6 aos 17.

## Cobertura e Qualidade

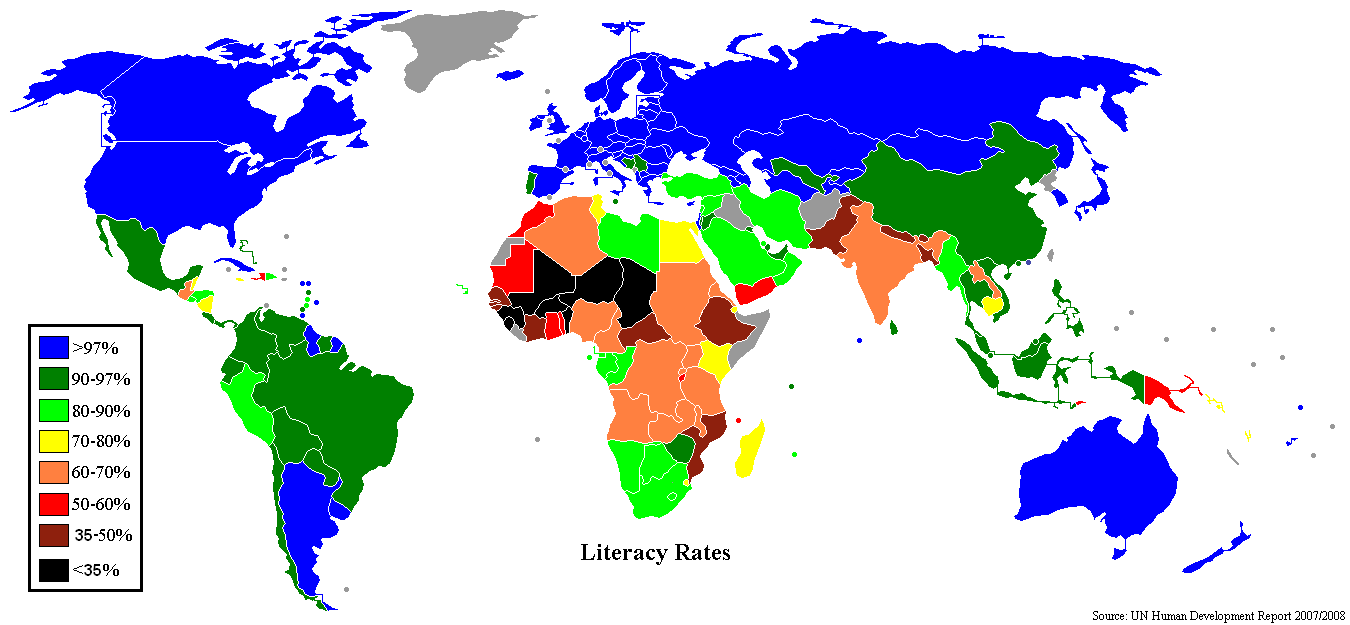
O índice de alfabetização dos países ao redor do mundo. A Argentina e o Uruguai são países com índices de alfabetização comparável à dos países mais desenvolvidos.

Na maioria dos países há uma desigualdade no acesso à educação entre a população urbana e a rural, com a primeira tendo um maior nível de instrução. Uma desigualdade semelhante é vista entre os homens e as mulheres.
A Argentina e o Uruguai são países com um índice de alfabetização comparável à dos países mais desenvolvidos.
Lista de países por taxa de alfabetização, de acordo com o Programa das Nações Unidas para o Desenvolvimento de 2007/2008.
| Posição | País      | Taxa de alfabetização [a] |
| ------- | --------- | ------------------------- |
| 18      | Guiana    | 99.0 [b]                  |
| 55      | Argentina | 97.2                      |
| 57      | Uruguai   | 96.8                      |
| 65      | Chile     | 95.7                      |
| 71      | Paraguai  | 93.5 [c]                  |
| 73      | Venezuela | 93.0                      |
| 74      | Colômbia  | 92.8                      |
| 85      | Equador   | 91.0                      |
| 90      | Brasil    | 90.0                      |
| 92      | Suriname  | 89.6                      |
| 100     | Peru      | 87.9                      |
| 104     | Bolívia   | 86.7                      |